# Garching bei München
Garching bei München, Garching b. München – miasto w Niemczech, w kraju związkowym Bawaria, w rejencji Górna Bawaria, w regionie Monachium, w powiecie Monachium. Leży około 15 km na północ od Monachium, nad Izarą, przy autostradzie A9, drodze B11, B471 i linii kolejowej Monachium–port lotniczy Monachium. Miasto znajduje się na północnym końcu linii U6 monachijskiego metra.

## Podział administracyjny
Miasto Garching bei München składa się z czterech części (Gemeindeteile):
1. Garching bei München
2. Dirnismaning – na południe do Garching, około 150 mieszkańców
3. Hochbrück – na zachód od Garching, około 2200 mieszkańców, duży ośrodek przemysłowy
4. Centrum Naukowo-Badawcze (niem. Hochschul- und Forschungszentrum) – na północny wschód od Garching.

## Instytucje naukowe i badawcze
W północnej części miasta mieści się kilkanaście instytutów naukowych, badawczo-rozwojowych i dydaktycznych.
Najbardziej znane z nich to:
- Instytuty Maxa Plancka:
  - Instytut Astrofizyki (Max-Plack-Institut für Astrophysik, MPA)
  - Instytut Fizyki Obiektów Pozaziemskich (Max-Planck-Institut für extraterrestrische Physik, MPE)
  - Instytut Fizyki Plazmy (Max-Plack-Institut für Plasmaphysik, IPP)
  - Instytut Optyki Kwantowej (Max-Plack-Institut für Quantenoptik, MPQ)
- centrala Europejskiego Obserwatorium Południowego (Europäische Südsternwarte, ESO)
- niektóre wydziały Uniwersytetu Technicznego w Monachium
- niektóre zakłady Wydziału Fizyki Uniwersytetu Ludwika i Maksymiliana w Monachium
- Centrum Obliczeniowe (RZG)
- jednostki rozwojowe przemysłu, między innymi
  - BMW
  - General Electric.

## Demografia
Dane o ludności z 31 grudnia 2008:
| Opis                                | Ogółem | Ogółem | Kobiety | Kobiety | Mężczyźni | Mężczyźni |
| ----------------------------------- | ------ | ------ | ------- | ------- | --------- | --------- |
| Jednostka                           | osób   | %      | osób    | %       | osób      | %         |
| Populacja                           | 15 224 | 100    | 7413    | 48,69   | 7811      | 51,31     |
| Wiek przedprodukcyjny (0–17 lat)    | 2749   | 18,06  | 1305    | 8,57    | 1444      | 9,49      |
| Wiek produkcyjny (18–65 lat)        | 9981   | 65,56  | 4742    | 31,15   | 5239      | 34,41     |
| Wiek poprodukcyjny (powyżej 65 lat) | 2494   | 16,38  | 1366    | 8,97    | 1128      | 7,41      |

## Polityka
Burmistrzem miasta jest Hannelore Gabor z CSU. Rada miejska składa się z 24 osób.
|      | CSU | SPD | Zieloni | UG | BG | FDP | Razem |
| 2008 | 6   | 7   | 2       | 4  | 4  | 1   | 24    |
| 2002 | 7   | 8   | 2       | 3  | 4  | –   | 24    |

## Współpraca
Miejscowości partnerskie:
- Lørenskog (Norwegia)
- Radeberg (Saksonia)
- Neratovice (Czechy)
- Oberkirch (Badenia-Wirtembergia)